# Callyna biplagiata
Callyna biplagiata là một loài bướm đêm trong họ Noctuidae.